# 葉永烈
葉 永烈（よう えいれつ、1940年8月30日－2020年5月15日）は、中華人民共和国の小説家、ノンフィクション（紀実文学）作家。筆名は蕭勇、久遠、葉楊、葉艇。上海市作家協会会員、中国科学協会委員、中国科普創作協会常務理事、世界科幻小説協会理事。

## 略歴
1940年8月30日、浙江省温州市に生まれる。
1963年、北京大学化学系を卒業。
1978年8月、処女作『小霊通漫遊未来』は文学刊物に掲載された。
1981年の『紅緑燈下』は第3回中国映画百花賞を受賞。
1994年、香港文学芸術家協会に入会。
2020年5月15日、上海市楊浦区長海病院で79歳で死亡した。

## 作品

### 科普
- 『十万個為什麼』
- 『小霊通漫遊未来』
- 『毛沢東重返人間』

### 伝記
- 『紅色的起點』
- 『歴史選択了毛沢東』
- 『毛沢東與蒋介石』
- 『鄧小平改変中国』
- 『四人組伝』
- 『陳伯達伝』
- 『他影響了中国：陳雲全伝』
- 『胡喬木伝』
- 『毛沢東の衣食住行』
- 『馬思聡伝』
- 『四人組興亡』

### 遊記
- 『真実の北朝鮮』
- 『米国の自由旅行』
- 『ロシアの自由旅行』
- 『ヨーロッパの自由旅行』
- 『今日のベトナム』
- 『私の台湾旅行』
- 『星条旗下の生活』
- 『オーストラリアの自由旅行』
- 『葉永烈海外旅行記』
- 『中国の自由旅行』